# Edraianthus serpyllifolius
Edraianthus serpyllifolius är en klockväxtart som först beskrevs av Roberto de Visiani, och fick sitt nu gällande namn av A.Dc. Edraianthus serpyllifolius ingår i släktet Edraianthus och familjen klockväxter. Inga underarter finns listade i Catalogue of Life.

## Bildgalleri

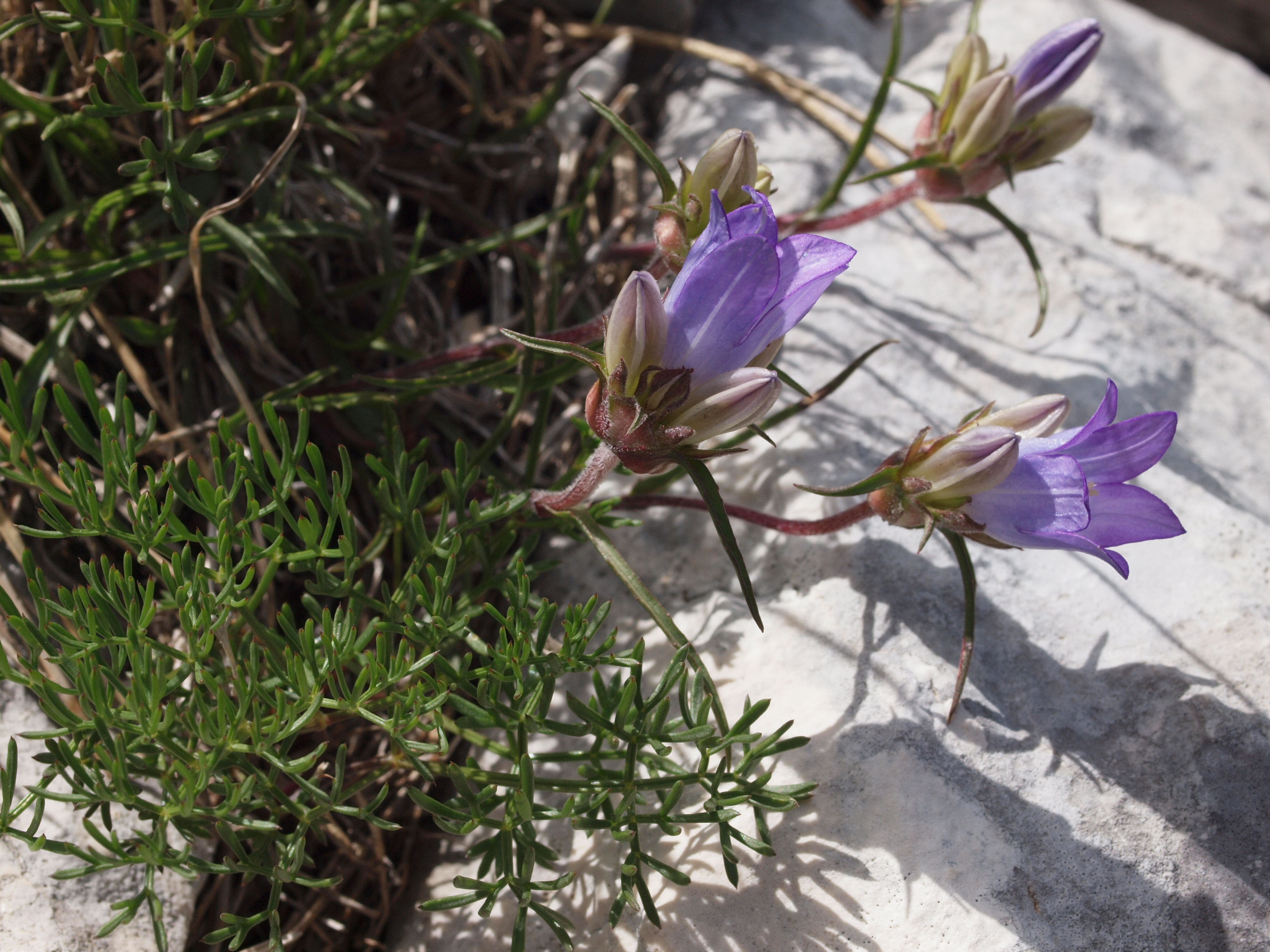
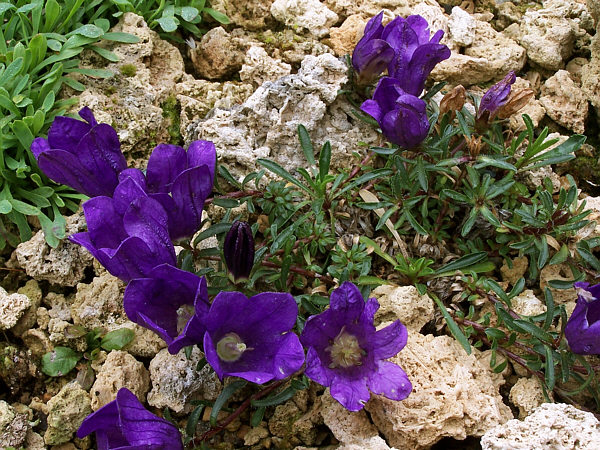